# 下贡麻乡
下贡麻乡，是中华人民共和国青海省果洛藏族自治州甘德县下辖的一个乡镇级行政单位。

## 行政区划
下贡麻乡下辖以下地区：
折合血牧委会、俄尔金牧委会、龙恩牧委会和索合青牧委会。